# Nikola Orsini
Nikola Orsini, auch Nikolaus II. Angelos Komnenos (mittelgriechisch Νικόλαος Ορσίνι, italienisch Nicola Orsini oder auch Nicola d'Epiro; * um 1295; † 1323) war von 1317 Pfalzgraf von Kephalonia und von 1318 bis zu seinem Tod auch Fürst von Epirus.
Nikola war der älteste Sohn des Grafen Giovanni I. Orsini und der Maria Komnena Angelina, einer Tochter des epirotischen Herrschers Nikephoros I. Sein Vater regierte die Grafschaft Kephalonia als Vasall König Karls II. von Neapel. Dazu kam die Insel Leukas als Heiratsgut seiner Frau. 1317 erbte Nikola diese Besitztümer von seinem Vater.

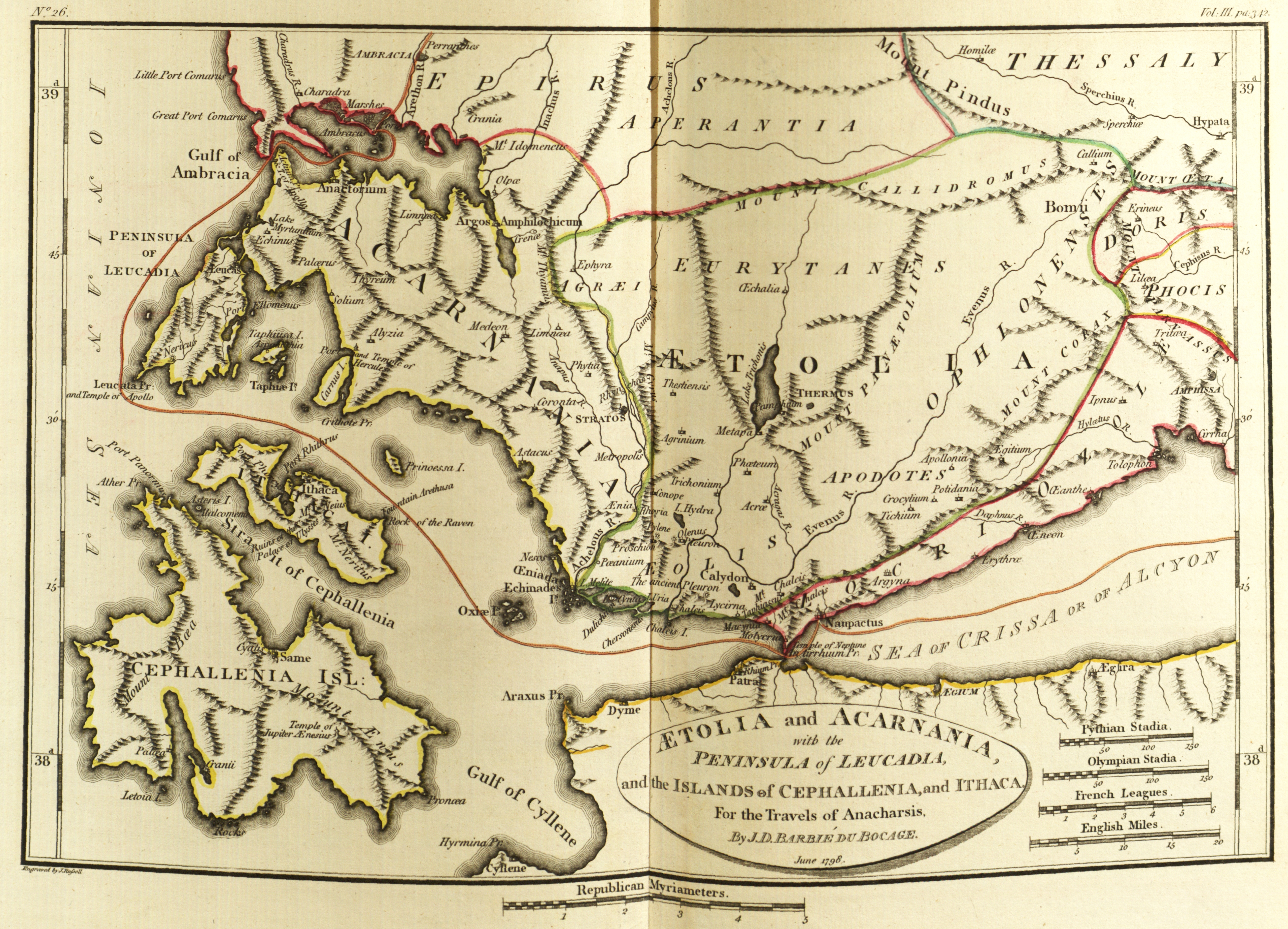
Nikolas wichtigste Besitzungen waren: Kephalonia, Ithaka, Leukas, Akarnanien und der südliche Epirus

Anders als seine Vorgänger wollte er seine verwandtschaftlichen Verbindungen zu den Angeloi in Epirus ausnutzen, um dort selbst die Herrschaft zu übernehmen. 1318 erschien er am Hof von Arta, wo er seinen Onkel mütterlicherseits Thomas ermordete und die Macht im Land an sich riss. Inwieweit Nikola diesen kühnen Schritt politisch vorbereitet hatte, ist heute unbekannt. Der epirotische Adel jedenfalls akzeptierte den neuen Herrscher ohne Zögern. Um seine Position weiter zu festigen, heiratete Nikola Anna Palaiologina, die Witwe seines Vorgängers. Dieser hatte sich Jahre zuvor von seiner Gattin getrennt und sie ins Gefängnis geworfen. Anlässlich seiner Vermählung trat Nikola auch zur orthodoxen Kirche über, was sein Ansehen beim griechischen Klerus und Volk sehr stärkte. Er war der erste lateinische Herrscher in der Romania und er blieb einer von wenigen, die diesen Konfessionswechsel unternahmen, um sich den Griechen anzupassen.
Trotz seiner griechischen Orientierung blieb Nikola Vasall der Angevinen und leistete Johann von Durazzo, einem jüngern Sohn Karls II. den Lehenseid. Der Machtbereich Nikolas umfasste neben dem väterlichen Erbe auf den Inseln den Süden von Epirus, Akarnanien und Teile Ätoliens. Im mittleren Epirus hielten die Byzantiner mit Ioannina die zweitwichtigste Stadt des Landes. An der Küste scheinen die Orte bis hinauf nach Butrint im Norden noch epirotisch gewesen zu sein. Jedenfalls bot Nikola diesen Hafen der Republik Venedig als Preis für ein Bündnis gegen die Palaiologen, was aber von den Venezianern nicht angenommen wurde. Als 1321 in Konstantinopel Thronstreitigkeiten ausbrachen, die sich zu einem innerbyzantinischen Bürgerkrieg entwickelten, versuchte Nikola daraus seinen Vorteil zu ziehen und Ioannina zu erobern. Ohne Bündnispartner scheiterte er aber am gut organisierten Widerstand der kaiserlichen Besatzung.
1323 wurde Nikola von seinem Bruder Giovanni ermordet, der ihm als Graf von Kephalonia und Herr von Epirus nachfolgte.

## Nachkommen
Nikola Orsini heiratete 1318 Anna Palaiologina († 1321), Tochter von Kaiser Michael IX. und Witwe von Thomas Angelos.
Die Ehe blieb kinderlos.

## Nachweise
1. ↑  Andreas Thiele: Erzählende genealogische Stammtafeln zur europäischen Geschichte. Band 3: Europäische Kaiser-, Königs- und Fürstenhäuser. Ergänzungsband. 2., überarbeitete und ergänzte Auflage. R. G. Fischer, Frankfurt am Main 2001, ISBN 3-8301-0171-6, Tafel 226.

| Vorgänger          | Amt                                              | Nachfolger          |
| ------------------ | ------------------------------------------------ | ------------------- |
| Giovanni I. Orsini | Pfalzgraf von Kephalonia und Zakynthos 1317–1323 | Giovanni II. Orsini |
| Thomas von Epiros  | Despot von Epirus 1318–1323                      | Giovanni II. Orsini |

| Personendaten    | Personendaten                                                                                          |
| ---------------- | --- |
| NAME             | Nikola Orsini                                                                                          |
| ALTERNATIVNAMEN  | Nikolaus II. Angelos Komnenos; Nikolaus Angelos Komnenos; Νικόλαος Ορσίνι (griechisch); Nicola d'Epiro |
| KURZBESCHREIBUNG | Pfalzgraf von Kephalonia und Fürst von Epirus                                                          |
| GEBURTSDATUM     | um 1295                                                                                                |
| STERBEDATUM      | 1323                                                                                                   |